# Ли Мин Хо
Ли Мин Хо (кор. 이민호, 李敏鎬; род. 22 июня 1987, Сеул) — южнокорейский актёр, певец и модель. Стал известным благодаря ролям в таких драмах, как «Мальчики краше цветов» (2009), «Городской охотник» (2011) и «Наследники» (2013). Ли Мин Хо получил главную роль в фильме «Каннамский блюз» (2015), это его первая ведущая роль в полнометражном фильме. Также выпустил музыкальные альбомы «My Everything» (2013), «Song For You» (2014) и синглы «Thank You» (2015) и «The Day» (2015).

## Биография
Родился 22 июня 1987 года в Сеуле. Образование получил в начальной школе Намсун, средней школе Панбо и старшей школе Танок. В выпускном классе старшей школы он вступил в компанию Starhaus Entertainment. Высшее образование получил в университете Конгук по специальности киноискусство. Мин Хо начал ходить на различные прослушивания, благодаря которым он получил роль в дораме «Тайны школьного двора». Она не имела высоких рейтингов, и популярности актёру она не принесла. Первые годы Ли Мин Хо использовал псевдоним Ли Мин, однако он оказался созвучным с корейским словом «эмиграция», ввиду чего актёр вернулся к своему настоящему имени
В 2006 г. актёр попал в серьёзную аварию, в результате которой около семи месяцев провёл в больнице, после чего он не мог сниматься ещё 1,5 года и вынужден был отклонить роли в комедии «Неудержимый пинок» и мини-дораме «Любовь как бейсбол». Затем Ли Мин Хо утвердили на главную роль в дораме «Вперёд, скумбрия, вперёд!» вместе с Пак Поён. Эта роль тоже не принесла им славы: вместо предполагаемых 16 серий было выпущено 8. В 2008 году Ли Мин Хо снялся в фильмах «Вставай!», «Враг общества 3: Возвращение», «Наш учитель английского».

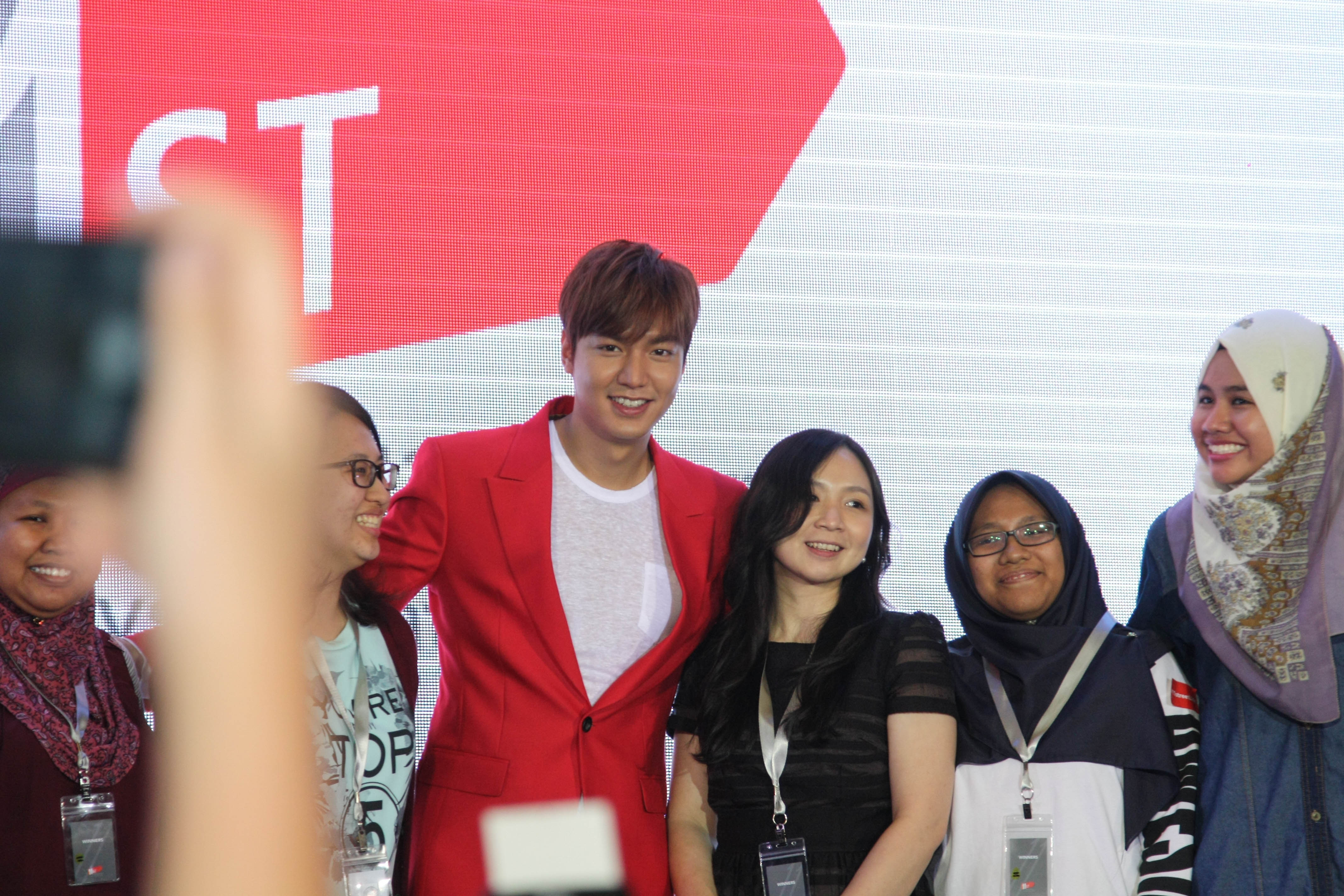
На встрече с поклонницами в Малайзии в 2015 году.

2009 год принёс Ли Мин Хо славу благодаря главной роли Гу Джунпё в дораме «Мальчики краше цветов». В 2010 он снялся в дораме «Личные предпочтения», в 2011 в дораме «Городской охотник (телесериал)», в 2012 г в дораме «Вера», а затем, в 2013 г., в популярной молодёжной дораме «Наследники». В апреле 2013 года восковая фигура актёра была установлена в Музее Мадам Тюссо в Шанхае.
В мае 2013 Ли Мин Хо выпустил свой первый специальный альбом «My Everything» и отправился в тур по Азии, представив песни из альбома своим поклонникам на встречах в Йокогаме, Осаке, Шанхае, Пекине, Куала-Лумпуре, Маниле и Тайбэе. В 2014 году выходит второй альбом Ли Мин Хо — «Song for You», заглавная песня которого была посвящена его поклонникам. После выпуска альбома Ли Мин Хо отправился в тур по Азии под названием RE:MINHO, посетив в его рамках Пекин, Токио, Гуанчжоу, Нанкин, Бангкок, Шанхай и завершив тур в Сеуле.
В 2015 году 28 июля Ли Мин Хо был назначен «послом корейского туризма».Также, актёр снялся в рекламе Министерства культуры, спорта и туризма Южной Кореи. 25 сентября 2015 года он получил статус почётного посла зимних Олимпийских игр 2018 года в Пхёнчхане. 6 ноября 2015 года назначен почетным послом кампании «Визит в Корею» 2016—2018 гг.
23 марта 2015 года стало известно, что актёр встречается с певицей и актрисой Сюзи (настоящее имя Пэ Су Джи)
В 2015 году Ли Мин Хо снялся в главной роли в криминальной драме режиссёра Ю Ха англ. Yoo Ha «Каннамский блюз». Вместе с ним одну из главных ролей сыграл актёр Ким Рэвон (англ. Kim Rae-won). Фильм рассказывает о периоде 1970 года, когда в борьбе за контроль над строительством в Каннаме сошлись политические власти и гангстеры. Пирс Конран (журналист, сценарист, продюсер) назвал фильм «памятной и захватывающей сагой, которая повествует историю братства и предательства в мире погрязшем в насилии и коррупции». Он нашёл Ли Мин Хо «чрезвычайно убедительным в роли начинающего гангстера с холодной внешностью и эмоциональной внутренней сущностью»
В 2016 году Ли Мин Хо снялся в ещё одном полнометражном фильме «Bounty Hunters» («Охотники за головами») — совместном китайско-корейском проекте, режиссёром которого был Шин Терра. Здесь он сыграл роль Ли Сана — телохранителя и эксперта боевых искусств с таинственным прошлым. По жанру фильм является комедийным боевиком. В день премьеры в кинотеатрах Китая «Bounty Hunters» занял первое место в китайском бокс-офисе
3 мая 2016 года Ли Мин Хо сменил агентство Starhaus Entertainment на MYM Entertainment (Me and You Making), которое возглавили его старшая сестра Ли Юн Гён и генеральный директор Starhaus Entertainment.
В декабре 2016 года Ли Мин Хо вернулся на малые экраны, снявшись в главной роли в романтическом фэнтезийном сериале «Легенда синего моря» вместе с актрисой Чон Джихён.
10 марта 2017 года был выпущен музыкальный альбом для поклонников в честь десятилетия актёрской деятельности Ли Мин Хо «Always by LEE MIN HO».
3 апреля 2017 вышел пролог документального фильма «DMZ, The Wild». Ли Мин Хо выступил в роли ведущего, а также принял непосредственное участие в съёмках, которые длились 2 года. Фильм рассказывает о дикой природе в демилитаризованной зоне между Южной и Северной Кореями.
С 12 мая 2017 года проходил альтернативную службу в армии в качестве социального работника.
В ноябре стало известно, что пара Сюзи и Ли Мин Хо рассталась после трёх лет отношений. 16.11.2017 Ли Мин Хо и Сюзи подтвердили свой разрыв
25 апреля 2019 года Ли Мин Хо демобилизован по окончании срока службы. После этого сыграл главную роль в сериале «Король: Вечный Монарх», написанном сценаристкой Ким Ынсук, которая ранее работала с Ли в проекте «Наследники» (2013).
В 2022 году Ли Мин Хо исполнил главную роль в сериале «Патинко» совместного производства США и Южной Кореи для телеканала Apple TV+. Сериал был успешен и продлён на второй сезон.

## Фильмография

### Фильмы
- 2017 — DMZ, The Wild (ведущий, док.фильм)
- 2016 — Охотники за головами / Bounty Hunters
- 2015 — Каннамский блюз
- 2008 — Наш учитель английского / Our School’s E.T.
- 2008 — Враг общества 3: Возвращение / Public Enemy Returns (эпизодическая роль)
- 2008 — Вставай / Get up

### Телевизионные сериалы и мини-сериалы
- 2025 — Спроси у звезд — Гон Рён
- 2022 — Патинко — инспектор Ко Ханcу́[16]
- 2020 — Король: Вечный монарх — император Ли Гон
- 2016 — Семь первых поцелуев/ Lotte Duty free 7 First Kisses (реклама Lotte)
- 2016 — Легенда синего моря — Хо Джундже́ (в настоящем) / Ким Дамрён (в прошлом)
- 2015 — Летняя любовь / The Summer Love (реклама Innisfree)
- 2014 — Любовь онлайн / One LINE Romance (реклама Line)
- 2013 — Наследники — Ким Тан
- 2012 — Вера — Чхве Ён
- 2011—2012 — Тойота Камри — одна и единственная | Toyota Camry — The One and Only (реклама Toyota)
- 2011 — Городской охотник — Ли Юнсо́н / Пучхай
- 2010 — Личные предпочтения — Чжон Чжинхо́
- 2009 — Мальчики краше цветов — Гу Джун Пё
- 2007 — Я — учитель[англ.] / I’m Sam
- 2007 — Вперёд, скумбрия, вперёд! / Mackerel Run
- 2006 — Секретный кампус / Secret Campus
- 2005 — Гимн любви
- 2004 — Без остановки 5 / Nonstop 5*

## Награды
- 2020 SBS Drama Awards Top Excellence Award, Actor in a Miniseries Fantasy/Romance Drama (The King: Eternal Monarch)
- 2017 Annual Soompi Awards «Actor of the Year»: Актёр года (Легенда синего моря)
- 2017 Annual Soompi Awards «Best Couple with Jun Ji Hyun»: Лучшая пара с Чон Джихён (Легенда синего моря)
- 2017 National Brand Award: Гран-при «Национальный бренд 2017» за продвижение имиджа Кореи в сфере культуры
- 2016 Lotte Duty Free Awards: Лучшая модель
- 2016 SBS Drama Awards Top Excellence Award, Actor in a Fantasy Drama:Премия высшего превосходства, актёр фэнтезийной драмы (Легенда синего моря)
- 2016 SBS Drama Awards Best Couple (with Jun Ji-hyun): Лучшая пара с Чон Джихён (Легенда синего моря)
- 2016 SBS Drama Awards Top 10 Stars Award: Топ 10 звезд (Легенда синего моря)
- 2016 1st Sharing Happiness Ceremony: Награда за благотворительность
- 2016 1st Weibo Movie Award: Пионер азиатского кино (Охотники за головами)
- 2016 1st Weibo Movie Award: Самый ожидаемый комедийный боевик (Охотники за головами)
- 2016 Beijing LeEco Night: Самый популярный азиатский айдол
- 2015 Lotte Duty Free Awards: Лучшая модель
- 2015 Korean Tourism Awards The STAR of Korean Tourism 2015: звезда туризма в Корее
- 2015 Bucheon International Fantastic Film Festival Awards: Выбор продюсеров (Каннамский блюз)*
- 2015 Korea SNS Industry Grand Award: Премия президента Национального агентства информационного общества
- 2015 10th Seoul International Drama Awards TV Popularity Award: Награда за популярность
- 2015 10th Seoul International Drama Awards 10th Anniversary Hallyu Achievement Award: За достижения звания «звезда Халлю» (Корейская волна)
- 2015 36th Blue Dragon Film Awards: Награда за популярность (Каннамский блюз)
- 2015 52nd Grand Bell Awards / Daejong Film Awards: Лучший новый актёр (Каннамский блюз)
- 2015 Baeksang Arts Awards: Самая популярная звезда Корейской волны (Каннамский блюз)
- 2015 Baeksang Arts Awards: Награда за популярность (Каннамский блюз)
- 2014 Korean Popular Culture & Arts Award: Награда премьер-министра
- 2014 Singapore Entertainment Awards: Самый популярный корейский артист
- 2014 2nd DramaFever Awards Best Actor The Heirs: Лучший актёр (Наследники)
- 2014 2nd DramaFever Awards: Лучший броманс с Ким У Бином (Наследники)
- 2013 SBS Drama Awards: Лучший наряд (Наследники)
- 2013 SBS Drama Awards: Топ 10 звезд (Наследники)
- 2013 SBS Drama Awards: Лучшая пара с Пак Син Хе (Наследники)
- 2013 SBS Drama Awards: Премия превосходства (Наследники)
- 2013 SBS Drama Awards: Награда за популярность (Наследники)
- 2013 Baidu Feidian Awards: Лучший актёр Азии
- 2013 Sohu Media Awards: Самый популярный зарубежный актёр
- 2013 Annual China Fashion Awards: Награда за популярность
- 2013 1st DramaFever Awards Best Couple with Kim Hee-sun Faith: Лучшая пара с Ким Хисон (Вера)
- 2013 1st DramaFever Awards Best Actor Faith: Лучший актёр (Вера)
- 2012 SBS Drama Awards: Топ 10 звезд (Вера)
- 2012 SBS Drama Awards: Премия превосходства (Вера)
- 2011 Korea Drama Festival Awards: Лучшая мужская роль (Городской охотник)
- 2011 Korea Drama Festival Awards: Звезда Корейской волны (Городской охотник)
- 2011 SBS Drama Awards: Топ 10 звезд (Городской охотник)
- 2011 SBS Drama Awards: Награда за популярность (Городской охотник)
- 2011 SBS Drama Awards: Премия превосходства (Городской охотник)
- 2010 MBC Drama Awards: Премия превосходства (Личные предпочтения)
- 2010 Mnet 20’s Choice Awards: Горячий актёр
- 2009 Broadcast Advertisement Festival: Самая популярная модель рекламы: Trugen
- 2009 ASAP Pop Viewers' Choice Awards: Самый популярный ТВ-персонаж «(Гу Джун Пе)» (Цветочки после ягодок)
- 2009 KBS Drama Awards: Лучший новый актёр (Цветочки после ягодок)
- 2009 KBS Drama Awards: Лучшая пара с Ку Хе Сон (Цветочки после ягодок)
- 2009 45th Baeksang Arts Awards: Лучший новый актёр (Цветочки после ягодок)